# Гамбија на Светском првенству у атлетици у дворани 2022.
Гамбија је учествовала на 18. Светском првенству у атлетици у дворани 2022. одржаном у Београду од 18. до 20. марта пети пут. Репрезентацију Гамбије представљала је 1 такмичарка која се такмичила у трци на 60 метара.,
На овом првенству такмичарка Гамбије није освојила ниједну медаљу али је остварила најбољи резултат сезоне.

## Учесници
Жене:
- Ђина Бас — 60 м

## Резултати

### Жене
| Атлетичарка | Дисциплина | Лични рекорд | Квалификација      | Квалификација | Полуфинале | Полуфинале | Финале                | Финале       | Детаљи |
| Атлетичарка | Дисциплина | Лични рекорд | Резултат           | Место         | Резултат   | Место      | Резултат              | Место        | Детаљи |
| ----------- | ---------- | ------------ | ------------------ | ------------- | ---------- | ---------- | --------------------- | ------------ | ------ |
| Ђина Бас    | 60 м       | 7,11 НР      | 7,22(.214) кв, ЛРС | 3. у гр. 1    | 7,31       | 7. у гр. 3 | Није се квалификовала | 23 / 46 (47) |        |